# Альенде Льона, Исабель
Исабе́ль Анхелика Алье́нде Льона (исп. Isabel Angélica Allende Llona; род. 2 августа 1942, Лима, Перу) — чилийская писательница и журналистка. Находится в родственных связях с Сальвадором Альенде (племянница) и с политиком Исабель Альенде. Одна из наиболее известных латиноамериканских писательниц. Лауреат Национальной премии Чили по литературе (2010). Книги Исабель Альенде изданы тиражом более 35 миллионов экземпляров на 27 языках мира.

## Биография
Отец Исабель — Томас Альенде, — дипломат, двоюродный брат Сальвадора Альенде, ставшего в 1970 году президентом Чили и убитого во время военного путча под руководством Аугусто Пиночета. Исабель признаётся, что, хотя она видела своего дядю редко, только по выходным, она его очень уважает. Только после его смерти она поняла, какой легендарной и героической личностью был Сальвадор Альенде. Мать Исабель — Франсиска Льона, донья Панчита, — дочь Агустина Льоны Куэваса и Исабель Баррос Морейры.
В 1945 году родители Исабель развелись, и мать Исабель вернулась в Чили с тремя детьми. Детство Исабель провела вместе с остальными детьми в доме деда. В 1953 году, когда Исабель было одиннадцать лет, её мать вышла замуж второй раз за дипломата Рамона Уидобро. Семья дипломата много переезжала. Вместе со своей семьёй жила сначала в Ла-Пасе (Боливия), а с 1956 по 1958 годы — в Бейруте. Из Бейрута семья вернулась в Сантьяго-де-Чили, где Исабель окончила школу и познакомилась со своим первым мужем — инженером-строителем Мигелем Фриасом. Они поженились в 1962 году.
В 1959—1965 годах сделала успешную карьеру тележурналистки в информационной службе организации ООН по продовольствию и сельскому хозяйству. На телевидении она вела еженедельную передачу о программе ООН по борьбе с голодом.
В 1963 году у Исабель и Мигеля родилась дочь Паула. Семья Исабель много путешествовала по Европе и некоторое время жила в Брюсселе и Женеве. В 1966 году Исабель вместе с семьёй вернулась в Чили. Здесь у неё родился сын Николас.
Исабель Альенде быстро стала очень востребованной журналисткой и специалистом по правам женщин. Она основала газету «Паула», которая была единственным печатным органом чилийских феминисток. В газете также публиковались статьи о левом правительстве «Народного единства», руководимого её дядей Сальвадором Альенде. Она также вела юмористическую колонку в «Impertinence», издавала в Сантьяго детскую газету «Коротышка» («Mampato») и писала статьи для киножурнала «Maga Cine Ellas». Она работала на Седьмом и Тринадцатом каналах чилийского телевидения в качестве ведущей различных популярных телепередач, в том числе и «Разговора с Исабель Альенде», а также брала интервью, готовила репортажи и телевизионные дискуссионные программы.
В 1973 году в Сантьяго была поставлена её пьеса «Посол». В 1975 году Исабель оказалась в эмиграции в Венесуэле. Там она работала в каракасской газете «Эль Насиональ» и преподавала в школе.
В 1981 году, узнав, что её 99-летний дедушка при смерти, Исабель начала писать ему письмо, из которого вырос её первый роман «Дом духов». Роман сразу получил мировое признание. На его основе датский режиссёр Билле Аугуст снял фильм «Дом духов» с участием Джереми Айронса, Мерил Стрип, Вайноны Райдер, Гленн Клоуз и Антонио Бандераса.
В 1988 году в Калифорнии Исабель Альенде познакомилась со своим вторым мужем Уилли Гордоном. В 2003 году она получила американское гражданство. В романе «Паула», изданном в 1994 году, Исабель Альенде вспоминает своё детство в Сантьяго и годы изгнания. Она писала его в форме писем к своей дочери, находившейся в коме и умершей в 1992 году от порфирии. В 2015 году Исабель Альенде и Уилли Гордон развелись.

## Творчество
К середине 1980-х годов за Исабель Альенде закрепилось звание самой известной латиноамериканской писательницы благодаря её романам «Дом духов», «Любовь и тьма» и «Эва Луна». Как писательницу, Альенде отличает умение выразить в своих произведениях особенности культуры, истории своей родины и страдания своего народа. Её произведения содержат элементы латиноамериканского магического реализма, поэтому за ней закрепилось неофициальное звание «Габриэля Гарсиа Маркеса в юбке». В творчестве писательницы огромную роль играют история её семьи, её собственная биография.
Признанная писательница-романистка, Исабель Альенде занимается журналистикой, пишет театральные пьесы и преподаёт литературу в нескольких университетах. В журналистике она отдаёт предпочтение вопросам эмансипации женщин и равноправия полов и получила известность как автор критических социальных и феминистских журналистских материалов. Исабель Альенде называют самым читаемым в мире испаноязычным автором; она считается одной из первых успешных писательниц Латинской Америки.
Для российских читателей творчество Исабель Альенде стало источником знаний о латиноамериканском континенте, его истории, культуре и политике. И. Альенде является лауреатом многочисленных литературных премий.

### Романы И. Альенде
- 1982 — «Дом духов» (La casa de los espíritus)
- 1984 — «Фарфоровая толстушка» (La gorda de porcelana)
- 1984 — «Любовь и тьма» (De amor y de sombra)
- 1987 — «Эва Луна» (Eva Luna)
- 1989 — «Истории Эвы Луны» (Cuentos de Eva Luna)
- 1991 — «Бесконечный план» (El plan infínito)
- 1994 — «Паула» (Paula)
- 1997 — «Афродита» (Afrodita. Cuentos, recetas y otros afrodisiacos)
- 1998 — «Дочь фортуны» (Hija de la fortuna)
- 2000 — «Портрет в коричневых тонах» (Retrato en sepia)
- 2002 — «Город бестий» (La ciudad de las bestias)
- 2003 — «Моя придуманная страна» (Mi país inventado)
- 2003 — «Царство золотых драконов» (El reino del dragón de oro)
- 2004 — «Лес пигмеев» (El bosque de los pigmeos)
- 2005 — «Зорро» (Zorro)
- 2006 — «Инес души моей» (Inés del alma mía)
- 2007 — «Сумма дней» (La suma de los días)
- 2009 — «Остров в глубинах моря» (La isla bajo el mar)[4][5]
- 2011 — «Дневник Майи» (El cuaderno de Maya)
- 2014 — «Игра в „Потрошителя“» (El juego de Ripper)
- 2015 — «Японский любовник» (El amante japonés)
- 2017 — «По ту сторону зимы» (Más allá del invierno)
- 2019 — «У кромки моря узкий лепесток» (Largo pétalo de mar)
- 2022 — «Виолета» (Violeta)
- 2023 — «Ветер знает мое имя» (El viento conoce mi nombre)